# Fenway Park
Fenway Park is het honkbalstadion van de Boston Red Sox uitkomend in de Major League Baseball.
Fenway Park opende op 20 april 1912. Dit maakt Fenway Park het oudste nog steeds gebruikte stadion van de MLB. Karakteristiek aan het stadion is de grote groene muur The Green Monster, aan het einde van het linksveld. Het stadion ligt in de wijk Fenway dicht bij het centrum van Boston, Massachusetts. In de volksmond in Boston heet het stadion eenvoudigweg Fenway.
De jaarlijkse Major League Baseball All-Star Game werd in 1946, 1961 en 1999 in Fenway Park gespeeld. Toen Fenway Park geopend werd, was het geen voorpaginanieuws omdat het plaatsvond vijf dagen na het zinken van de RMS Titanic.
De Boston Red Sox is de vaste bespeler van het stadion, waar eerder ook andere sportclubs te zien waren. De Boston Braves (MLB), tegenwoordig de Atlanta Braves, speelden hier van 1914 tot en met 1915. Ook waren hier een drietal Americanfootballclubs uit de American Football League actief. De Boston Bulldogs (AFL I) in 1926, de Boston Shamrocks (AFL II) van 1936 tot en met 1937, en de Boston Patriots (AFL IV) van 1963 tot en met 1968. Ook bood Fenway Park onderdak aan twee Americanfootballclubs uit de National Football League, namelijk de Boston Redskins (van 1933 tot en met 1936) en de Boston Yanks (van 1944 tot en met 1948). Ten slotte speelde hier in 1968 ook nog voor een jaar een voetbalclub, de Boston Beacons uitkomend in de North American Soccer League (1968–84).
Het stadion werd diverse malen verbouwd en uitgebreid. Er waren verbouwingen in 1934, 1988, in de periode 2002 - 2011 en in 2017. Uitbreidingen vonden plaats in 1934, 1946, in de periode  2002 - 2011 en in 2017.

## Feiten
- Geopend op 20 april 1912
- Ondergrond: Poa Pratensis (Kentucky Bluegrass)
- Constructiekosten: 650 duizend US $
- Architect: James McLaughlin
- Bouwer: Osborn Engineering
- Capaciteit: 37.281 (dag) en 37.731 (avond) (2017)
- Adres: Fenway Park, 4 Yawkey Way, Boston, MA 02215 (U.S.A.)

## Veldafmetingen honkbal
- Left Field: 310 feet (94,5 meter)
- Deep Left Center: 379 feet (115,5 meter)
- Deep Right Center: 420 feet (128 meter)
- Right Center: 380 feet (115,8 meter)
- Right Field: 302 feet (92 meter)

## Fenway Park in films
- Een scène uit Field of Dreams (1989).
- Een paar scènes uit Blown Away en Little Big League (2004).
- Een paar scènes uit Game 6 en Fever Pitch (2005).
- Een paar scènes uit The Town (2010).
- Een scène uit Moneyball (2011).
- De eindscène uit Ted (2012).
- Een scène uit The Handmaid's Tale, seizoen 2, aflevering 1 (2018).

## Trivia
In de game Fallout 4, die zich afspeelt in de ruïnes van Boston en zijn omgeving, is de grootste nederzetting van het spel, Diamond City, gevestigd op de overblijfselen van Fenway Park. Karakteristieke elementen uit het stadion zoals The Green Monster, komen in deze game terug.